# Desire in Uneasiness
Desire in Uneasiness è il nono album in studio del gruppo musicale canadese Nadja, pubblicato nel 2008.

## Tracce
1. Disambiguation – 7:12
2. Sign Expressions – 13:17
3. Affective Fields – 7:44
4. Uneasy Desire – 15:17
5. Deterritorialization – 18:49

## Formazione

### Gruppo
- Aidan Baker – voce, batteria, chitarra, flauto
- Leah Buckareff – voce, basso